# Adrian Moles hemliga dagbok
Adrian Moles hemliga dagbok är en brittisk komedidramaserie för ungdomar från 1985. Serien producerades av Thames Television och 
FremantleMedia. Den baseras på Sue Townsends bok Min hemliga dagbok – Adrian 13 3/4 år, och handlar om trettonårige Adrian Mole och hans familj och vänner i thatcherismens England. Titelrollen spelas av Gian Sammarco.
Serien visades i SVT 1987 och repriserades 1989.

## Handling
Kunglig bröllopsyra råder i England. Prins Charles och Diana Spencer skall bli man och hustru. Privat kämpar Adrian Mole med att få klasskamraten Pandora att uppskatta hans ansträngningar att vara till lags, och den krypande insikten att pappa Georges och mamma Paulines äktenskap knakar i fogarna. Adrian vinner en otippad god vän i gamlingen Bert Baxter när hans skola deltar i ett projekt där eleverna anvisas ålderspensionärer att fungera som sällskap åt. Adrian Mole betraktar sig själv som en känslig poet omgiven av kälkborgare. Han är mycket stolt över det refuseringsbrev han fått från BBC.

## Om serien
Seriens vinjettmusik blev en mindre hit; Profoundly in love with Pandora skrevs av Chaz Jankel och Ian Dury och framfördes av den senare. Serien fick två uppföljare; år 1987 kom Unge Adrians lidanden och år 2001 kom Adrian Mole i cappuccinoåldern.

## Roller i urval
- Gian Sammarco – Adrian Mole
- Stephen Moore – George Mole
- Julie Walters –  Pauline Mole
- Beryl Reid – farmor May Mole
- Bill Fraser – Bert Baxter
- Steven Mackintosh – Nigel Partridge
- Doris Hare – Queenie Baxter
- Lindsey Stagg – Pandora Braithwaite
- Freddie Jones – Reginald "Pop-Eye" Scruton
- Meera Syal – mrs Singh (som Feroza Syal)
- Shona Lindsay – Barbara Boyer

## Avsnitt[4]
1. Pilot Episode
2. Parents Separate
3. Charles and Diana's Wedding
4. British Museum
5. Hospital
6. New Year's Eve